# Mikasjevitjy
Mikasjevitjy (belarusiska: Мікашэвічы) är en stad i Belarus. Den ligger i länet Brests voblast, i den centrala delen av landet, 190 km söder om huvudstaden Mіnsk. Mikasjevitjy ligger 128 meter över havet och antalet invånare är 12 759.

## Natur
Terrängen runt Mikasjevitjy är mycket platt. Det finns inga andra samhällen i närheten.